# Arkadiusz Moryto
Arkadiusz Moryto (Cracovia, 31 de agosto de 1997) es un jugador de balonmano polaco que juega de extremo derecho en el Vive Kielce. Es internacional con la selección de balonmano de Polonia.
Con la selección su primer gran campeonato fue el Campeonato Mundial de Balonmano Masculino de 2017.

## Palmarés

### Kielce
- Liga de Polonia de balonmano (5): 2019, 2020, 2021, 2022, 2023
- Copa de Polonia de balonmano (2): 2019, 2021

## Clubes
- SMS Gdańsk (2014-2016)
- Zagłębie Lubin (2016-2018)
- Vive Kielce (2018- )